# Теоберт Малер
Теоберт(о) Малер (нім. Teobert Maler, ісп. Teoberto Maler, 12 січня 1842, Рим — 22 листопада 1917, Меріда, Мексика) — німецький і австрійський архітектор, будівельний інженер, фотограф, мандрівник, археолог, антрополог і дослідник руїн цивілізації мая.
Народився в Римі в родині німецького дипломата. Вивчав архітектуру і будівельну інженерію. З 1862 року жив і працював у Відні в архітектора Генріха Ферстеля, який спроектував Вотівкірхе у Відні. Незабаром після цього він отримав австрійське підданство і в 1864 році у складі австрійського військово-інженерного корпусу вирушив у Мексику, де брав участь у війні на боці Максиміліана I аж до страти останнього 19 червня 1867 року.
Через свій інтерес до Мексики Малер вирішив залишитися там жити. Він вивчав тотонакську і сапотекську мови, багато подорожував країною, звітуючи про свої поїздки фотографіями. Опитуючи місцевих жителів, він виявив приховані рослинністю руїни кількох міст мая, які змалював і сфотографував. Знахідки та фотографії Малера зберігаються в музеях Німеччини, США й Мексики.